# مورچه‌گیرک ایهرینگ
مورچه‌گیرک ایهرینگ (نام علمی: Myrmotherula iheringi) نام یک گونه از سرده مورچه‌گیرک‌ها است.